# Kraj Zabajkalski
Kraj Zabajkalski (ros. Забайкальский край) – jednostka administracyjna Federacji Rosyjskiej w Dalekowschodnim Okręgu Federalnym ze stolicą w Czycie.

## Geografia
Leży we wschodniej Azji. Graniczy na północy z Jakucją, na północnym wschodzie z obwodem amurskim, na wschodzie z Chinami, na południu z Mongolią, na zachodzie z Buriacją a na północnym zachodzie z obwodem irkuckim. Zachodnia granica kraju biegnie wzdłuż Gór Jabłonowych. Ważniejsze rzeki to Szyłka i Argun tworzące po połączeniu Amur oraz mniejsze Ingoda i Onon (tworzące Szyłkę).

### Transport
Przez kraj przebiega linia główna kolei transsyberyjskiej oraz kolej Bajkalsko-Amurska na północy kraju (rejon kalarski).
Przechodzą tędy także droga magistralna M55 „Bajkał”, droga magistralna M58 „Amur” oraz mniejsze drogi: A166, A167, P425, P426, P427, P428, P429, P430 i P431.
Znajduje się tu Port lotniczy Czyta-Kadala.

## Ludność
W 1989 roku obszar obecnego kraju zamieszkiwało 1 377 975 osób, w 2002 1 155 346 osób, w 2008 roku populację szacowano na 1 118 931 osób, a w 2010 zaludnienie spadło do  1 107 107 mieszkańców. W skład populacji wchodziły wówczas narodowości:
- Rosjanie – 89,9%
- Buriaci – 6,8%
- Ukraińcy – 0,6%
- Tatarzy – 0,5%
- Białorusini – 0,2%
- Azerowie – 0,18%
- Ewenkowie – 0,1%

## Historia

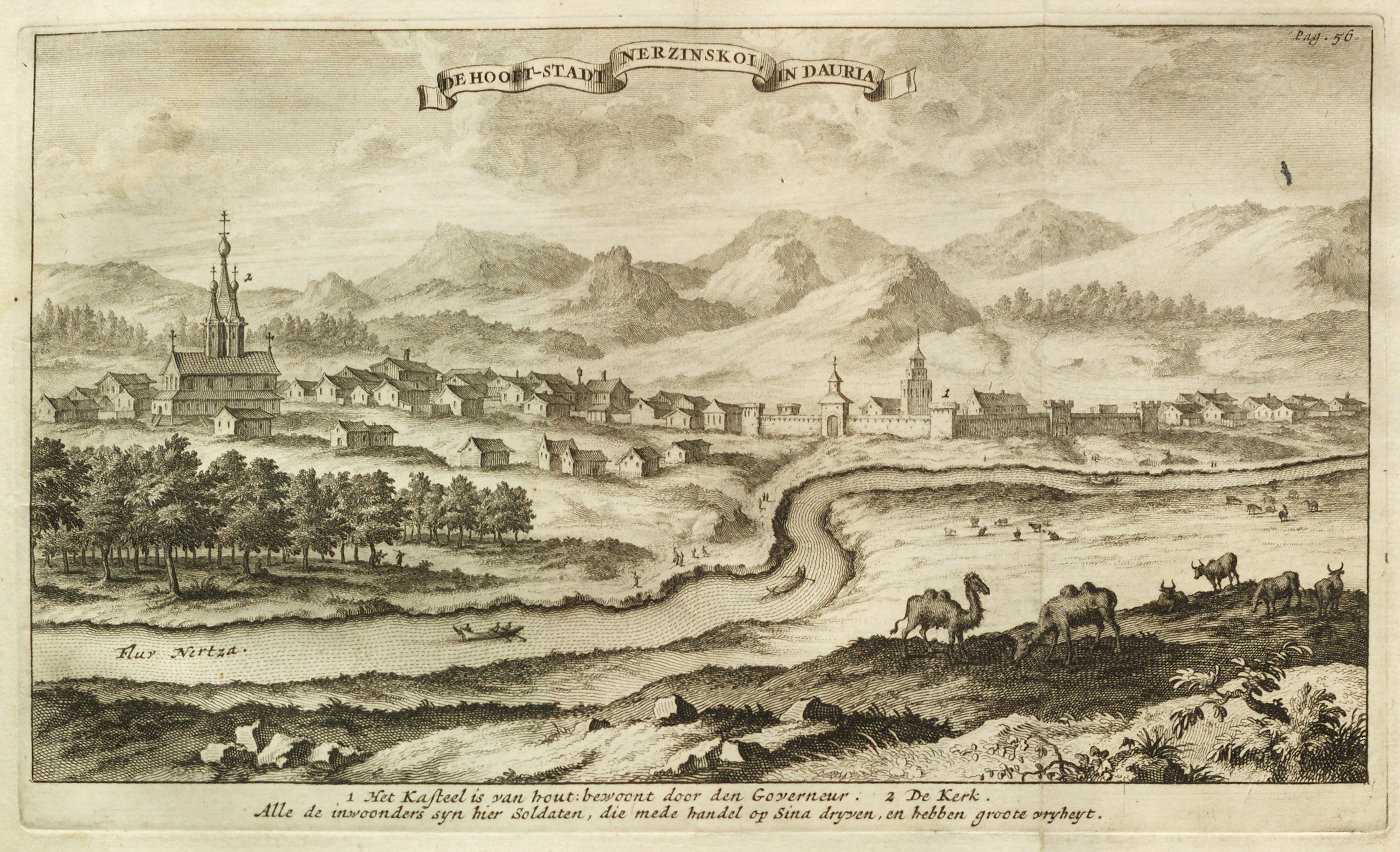
Panorama Nerczyńska, najstarszego miasta kraju, z 1710

Na tereny Kraju Zabajkalskiego w 1653 przybyli kozacy i rozpoczęli osadnictwo mające na celu wzmocnienie południowo-wschodniej granicy Rosji. Od 1824 było to miejsce zesłania dekabrystów. Był to także jeden z regionów zsyłek Polaków na Syberię. W latach 1918–1920 obszar kraju znajdował się w rękach Japończyków i atamana Siemionowa. W latach 1920–1922 na terenie kraju istniała Republika Dalekiego Wschodu. 
Następnie w ramach ZSRR powstawały kolejno: Gubernia Zabajkalska, okręg czytyjski i od 1926 Kraj Dalekowschodni. W 1937 powstał, w granicach dzisiejszego kraju, obwód czytyjski, którego część stanowił Agińsko-Buriacki Okręg Autonomiczny (wówczas pod nazwą Agiński Buriat-Mongolski Okręg Narodowościowy). W 1991 Agińsko-Buriacki Okręg Autonomiczny stał się osobnym podmiotem Federacji Rosyjskiej.
Na mocy referendum z 11 marca 2007, obwód czytyjski i Agińsko-Buriacki Okręg Autonomiczny zostały połączone i z dniem 1 marca 2008 utworzyły Kraj Zabajkalski.

## Podział administracyjny

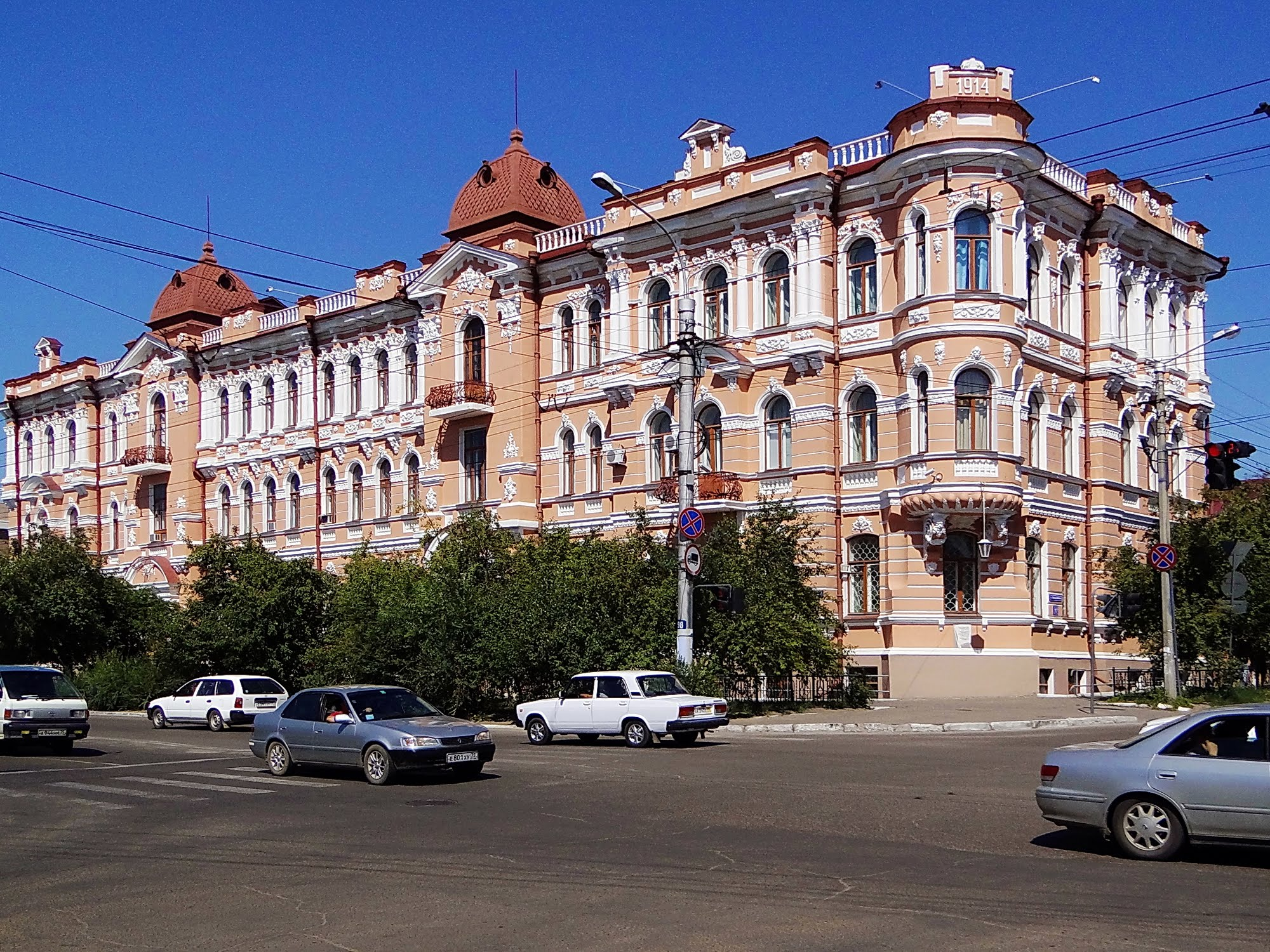
Czyta jest największym i jednym z najstarszych miast kraju

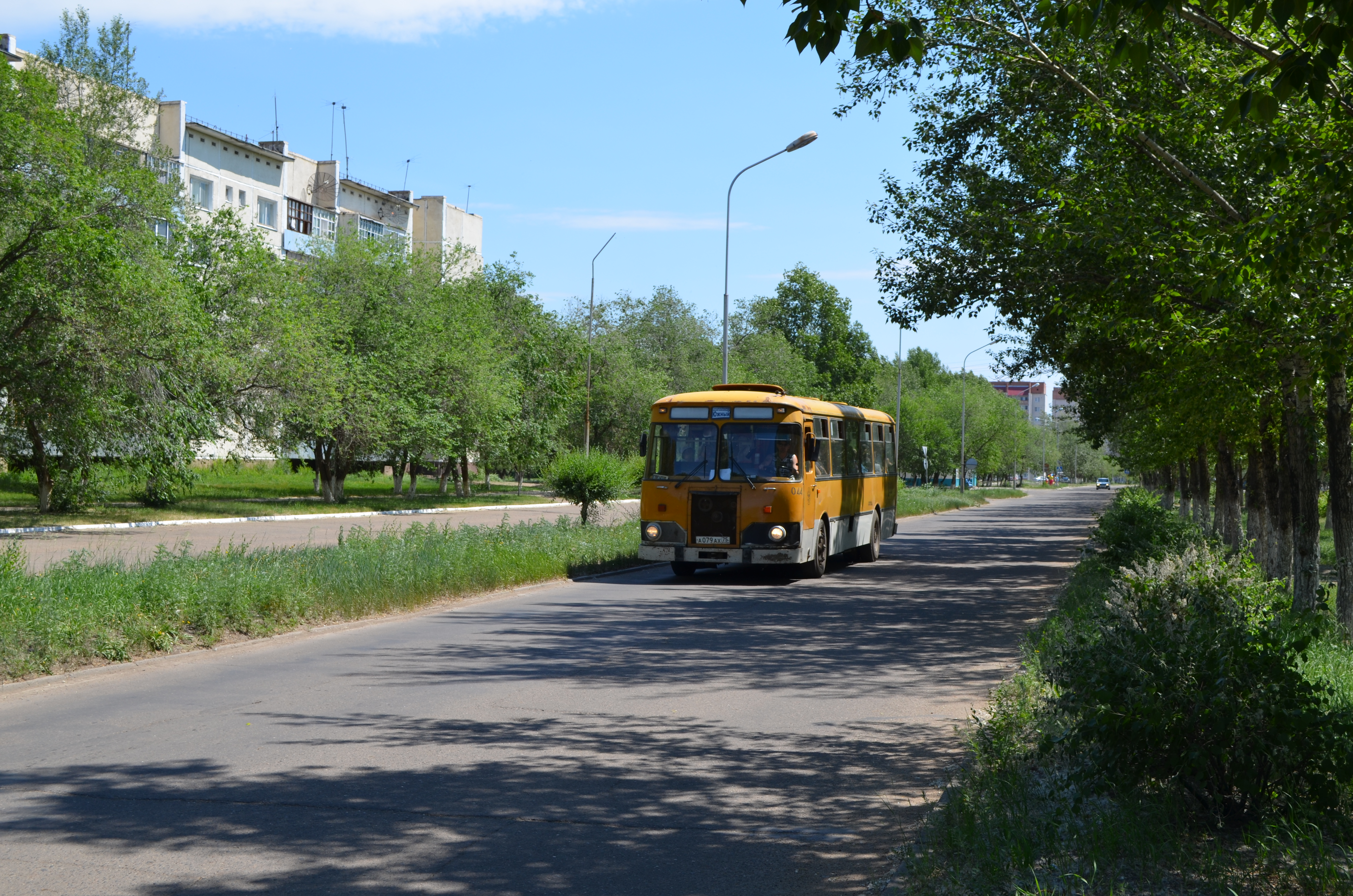
Krasnokamiensk to jedno z najmłodszych miast kraju, założone po odkryciu bogatych złóż uranu

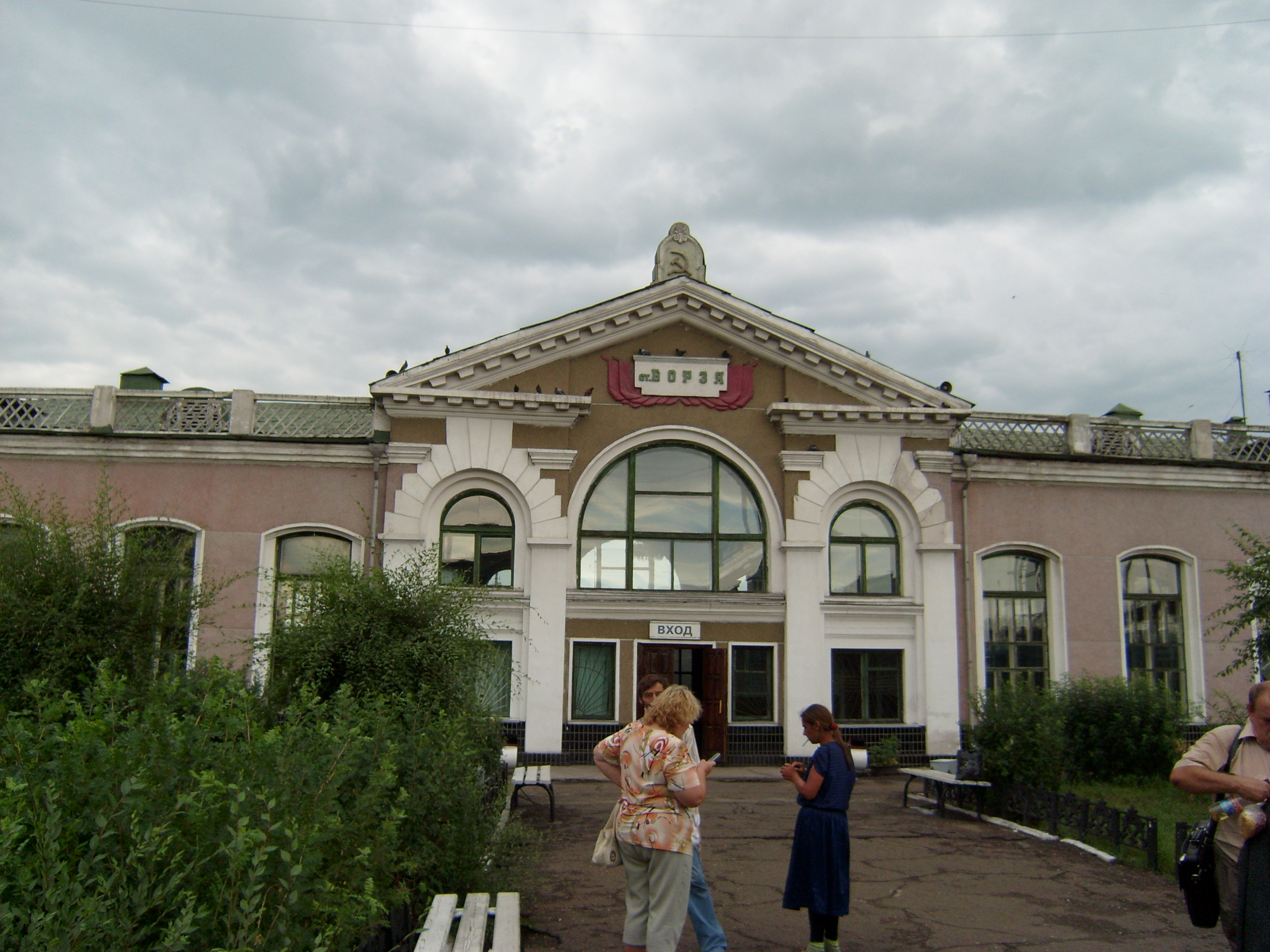
Borzja to miasto powstałe u schyłku XIX w. wraz z budową Kolei Transsyberyjskiej

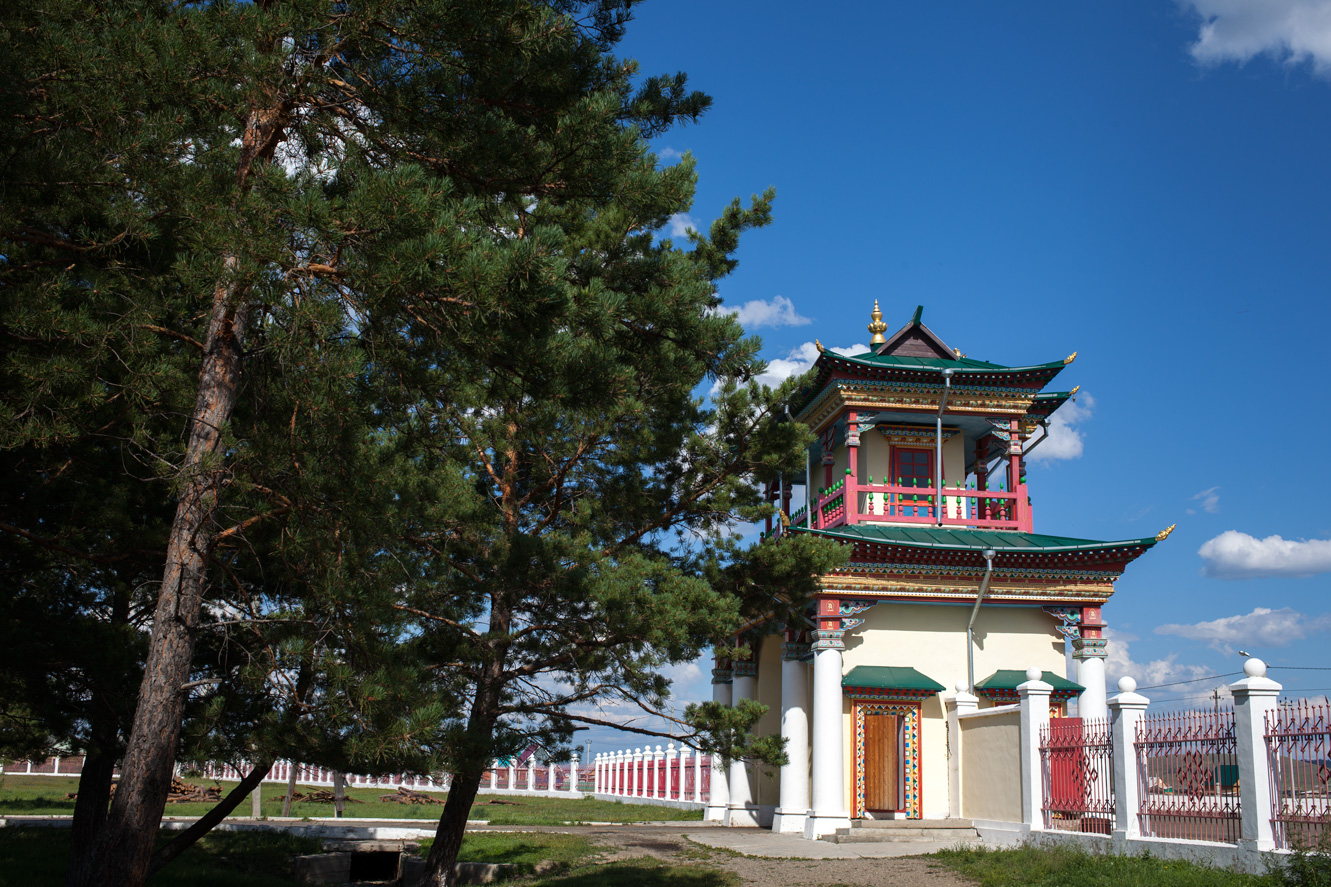
Aginskoje jest stolicą Agińskiego Okręgu Buriackiego

Kraj Zabajkalski dzieli się na jeden okręg, 32 rejony i 1 miasto wydzielone.
- osiedle typu miejskiego zamknięte – pod jurysdykcją władz Federacji (poza jurysdykcją władz kraju):
  - Gornyj (Горный)

- miasto wydzielone:
  - Czyta (Чита)

- rejony:
  - rejon aksziński (Акшинский район)
  - rejon alieksandrowo-zawodski (Александрово-Заводский район)
  - rejon baliejski (Балейский район)
  - rejon borzinski (Борзинский район)
  - rejon chiłokski (Хилокский район)
  - rejon czernyszewski (Чернышевский)
  - rejon czitinski (Читинский район)
  - rejon gazimuro-zawodski (Газимуро-Заводский район)
  - rejon kalarski (Каларский)
  - rejon kałgański (Калганский район)
  - rejon karymski (Карымский район)
  - rejon krasnoczikojski (Красночикойский район)
  - rejon krasnokamieński(Краснокаменский район)
  - rejon kyriński (Кыринский район)
  - rejon mogocziński(Могочинский район)
  - rejon nierczińsko-zawodski (Нерчинско-Заводский район)
  - rejon niercziński (Нерчинский район)
  - rejon ołowiannijski (Оловяннинский район)
  - rejon onoński (Ононский район)
  - rejon pietrowsko-zabajkalski(Петровск-Забайкальский район)
  - rejon priarguński (Приаргунский район)
  - rejon sziełopugiński (Шелопугинский район)
  - rejon sziłkiński (Шилкинский район)
  - rejon tungiro-olokmiński (Тунгиро-Олёкминский район)
  - rejon tungokoczeński (Тунгокоченский район)
  - rejon uliotowski (Улётовский район)
  - rejon zabajkalski (Забайкальский район)

Agiński Okręg Buriacki
- Rejony
  - rejon agiński (Aгинский район)
  - rejon duldurgiński (Дульдургинский район)
  - rejon mogojtujski (Могойтуйский район)